# Aranyosponor
Aranyosponor (románul Ponorel) falu Romániában, Erdélyben, Fehér megyében. Közigazgatásilag Alsóvidra községhez tartozik.

## Fekvése
A Kis-Aranyos patak völgyében, Abrudbányától északkeletre, Aranyosvágás, Topánfalva és Alsóvidra közt fekvő település.

## Története
Aranyosponor egyike az Erdélyi-középhegység Alsóvidrához tartozó mócok lakta, hegyoldalakon és völgyekben elszórtan húzódó falvainak. A falu nevét 1770-ben Ponor néven említette először oklevél.
1808-ban Ponor, 1854-ben Ponor (Kisponor), Ponorel, 1913-ban Aranyosponor néven írták. 1910-ben 1872 lakosából 1833 román, 39 cigány volt. Ebből 167 görögkatolikus, 1705 görögkeleti ortodox volt. A trianoni békeszerződés előtt Torda-Aranyos vármegye Topánfalvi járásához tartozott. 1956-ban számos falu vált ki belőle.